# Sauro Taiti
Sauro Taiti (Forte dei Marmi, 22 dicembre 1922 – 1990) è stato un calciatore italiano, di ruolo centrocampista.

## Carriera
Ala, ha giocato con Forte dei Marmi, Pistoiese, Bologna, Lucchese, Venezia e Carrarese, prendendo parte per varie stagioni al campionato di Serie A.

## Palmarès

### Club

#### Competizioni nazionali
- Coppa Alta Italia: 1

Bologna: 1946